# Escudo de Risaralda
El Escudo de Risaralda es el principal emblema y uno de los símbolos oficiales del departamento colombiano de Risaralda.

## Blasonado
Escudo de forma española, cortado y a su vez mantelado en la mitad inferior. El medio superior lleva, en campo de azur, tres abejas de oro. En el mantel inferior central, sobre campo de sinople, una piña de oro. Los cuarteles que lo rodean van en oro y cada uno carga una rama de cafeto. El soporte del escudo va en color ocre y sobre el mismo una cinta en azul celeste con la leyenda en oro “RISARALDA”.

## Diseño y significado de los elementos
El escudo consta de un blasón de forma española que está dividido en 2 secciones horizontales. En la parte superior, en un campo en azur (o azul), se encuentran tres abejas que simbolizan la laboriosidad y el trabajo. El color de este campo significa realeza, hermosura y serenidad, así como respeto, equidad, justicia y orden.
En el campo inferior, se encuentran un cantón de forma triangular en color verde, que representa la fertilidad de la tierra; en ella se dispone una piña en oro cómo símbolo de pujanza de la gente y la diversidad agrícola del departamento. Los cantones ubicados a la derecha e izquierda del cantón verde son de color oro y en cada uno hay una rama de cafeto, que representa la industria básica de Risaralda.
El soporte del escudo, de forma italiana, va en color ocre-dorado y sobre el mismo se sitúa una cinta en azul claro (o celeste) con la leyenda "Risaralda".